# Studienczeskaja (stacja metra w Moskwie)
Studienczeskaja (ros. Студенческая – Studencka) – stacja moskiewskiego metra linii Filowskiej (kod 058), położona w rejonie Dorogomiłowo w zachodnim okręgu administracyjnym Moskwy. Nazwana od pobliskiej ulicy Studienczeskiej. Wyjścia prowadzą na ulicę Kijewskaja. Jedna z nielicznych stacji, gdzie nie ma bezpośredniej możliwości przesiadki na inne środki komunikacji miejskiej.

## Konstrukcja i wystrój
Stacja jest naziemna, posiada dwa perony z betonowym zadaszeniem, wyjątkowo została wkopana głębiej niż podobne stacje, przez co cała znajduje się poniżej pierwotnego poziomu gruntu. Niezwykłym jest też jej usytuowanie - równolegle do pobliskiej ulicy (w przeciwieństwie do innych stacji na linii). Westybule usytuowane na końcach peronów umożliwiają przejścia nad torami. Wnętrza wyłożono płytkami ceramicznymi.